# Окта (Огайо)
Окта (англ. Octa) — селище (англ. village) в США, в окрузі Файєтт штату Огайо. Населення — 58 осіб (2020).

## Географія
Окта розташована за координатами 39°36′49″ пн. ш. 83°36′38″ зх. д. / 39.61361° пн. ш. 83.61056° зх. д. (39.613500, -83.610536).  За даними Бюро перепису населення США в 2010 році селище мало площу 0,72 км², уся площа — суходіл.

## Демографія
Згідно з переписом 2010 року, у селищі мешкало 59 осіб у 30 домогосподарствах у складі 13 родин. Густота населення становила 82 особи/км².  Було 34 помешкання (47/км²).
Расовий склад населення:
| - 84,7 % — білих - 15,3 % — чорних або афроамериканців |

До двох чи більше рас належало 0,0 %. Частка іспаномовних становила 1,7 % від усіх жителів.
За віковим діапазоном населення розподілялося таким чином: 20,3 % — особи молодші 18 років, 56,0 % — особи у віці 18—64 років, 23,7 % — особи у віці 65 років та старші. Медіана віку мешканця становила 45,8 року. На 100 осіб жіночої статі у селищі припадало 96,7 чоловіків;  на 100 жінок у віці від 18 років та старших — 95,8 чоловіків також старших 18 років.
За межею бідності перебувало 17,1 % осіб, у тому числі 0,0 % дітей у віці до 18 років та 20,0 % осіб у віці 65 років та старших.
Цивільне працевлаштоване населення становило 16 осіб. Основні галузі зайнятості: виробництво — 43,8 %, роздрібна торгівля — 12,5 %, публічна адміністрація — 12,5 %.